# Cosmote Sport
Cosmote Sport es una cadena de televisión por suscripción griega, propiedad de la compañía de telecomunicaciones OTE. Inició sus transmisiones en 2009 como Conn-x TV Sports y actualmente está disponible a través de los servicios de televisión de pago de OTE, Cosmote TV, vía IPTV y satélite. 
La cadena consta de once canales, uno de ellos en resolución 4K y transmite exclusivamente los partidos en casa de 8 equipos de la Superliga de Grecia, así como es la emisora oficial de la UEFA Champions League, la UEFA Europa League y la UEFA Conference League (hasta 2027). Cosmote Sport también es el socio de transmisión exclusivo de la NBA en Grecia y cubre otros eventos en vivo de varios torneos de fútbol, baloncesto, voleibol, balonmano, tenis, fútbol americano, deportes de motor y MMA. 

## Canales
Cosmote Sport opera once canales multiplex:
- Cosmote Sport Highlights HD

Los mejores momentos de todo el contenido
- Cosmote Sport 1HD
- Cosmote Sport 2HD
- Cosmote Sport 3HD
- Cosmote Sport 4HD
- Cosmote Sport 5HD
- Cosmote Sport 6HD
- Cosmote Sport 7HD
- Cosmote Sport 8HD
- Cosmote Sport 9HD
- Cosmote Sport 4K (Algunas transmisiones selectas también están disponibles en resolución 4K junto con calidad 1080p)

## Eventos

### Fútbol
- Superliga de Grecia
  - Partidos como local de Olympiacos F.C. (-2025), Panathinaikos F.C. (-2025), AEK Athens F.C. (-2025), OFI Creta F.C. (-2025), Panetolikos F.C. (-2025), PAS Lamia 1964 (-2025), Volos F.C. (-2025) & Athens Kallithea F.C. (-2025)
- Copa de Grecia (-2026)
- UEFA Champions League (-2027)
- UEFA Europa League (-2027)
- UEFA Conference League (-2027)
- Supercopa de la UEFA (-2027)
- UEFA Youth League (-2027)
- Copa Libertadores (-2025)
- Copa Sudamericana (-2025)
- Recopa Sudamericana (-2025)
- Primera División de Chipre
  - Partidos como local de APOEL FC (-2025), Anorthosis Famagusta FC (-2025) y Pafos FC (-2025)
- FA Cup
- FA Community Shield
- Serie A
- Primeira Liga
- Liga Profesional Saudí
- Copa del Rey de Campeones
- Supercopa de Arabia Saudita
- Scottish Premiership
- Copa de la Liga de Escocia

### Baloncesto
- National Basketball Association (NBA)
- Basketball Champions League
- Copa Intercontinental FIBA
- Lega Basket Serie A
- Copa de baloncesto de Italia
- Supercopa de Italia de Baloncesto
- Liga ACB
- Copa del Rey de Baloncesto
- Supercopa de España de Baloncesto
- Basketbol Süper Ligi
- Women's National Basketball Association (WNBA)